# 阿片酊
阿片酊（opium tincture）舊稱阿片酊、勞丹酊，為一種類阿片止痛劑，是含10%質量濃度的阿片粉的酊劑，相當於1%濃度的無水嗎啡。
阿片酊為紅褐色液體，味極苦。歷史上曾用阿片酊治療各種疾病，但其主要作為止痛藥和止咳藥被使用。直到20世紀初，阿片酊仍然被作為非處方藥出售，並且是許多專利藥的主要成分。當今，阿片酊被認定為一種成癮藥物，在世界大部分國家和地區受到嚴格的管制 。
阿片酊是一種「全阿片」製劑，含有幾乎全部種類的阿片生物鹼。然而，當今阿片酊經常被人為去除大部分或全部的諾斯卡品。諾斯卡品是一種強烈的催吐劑，且並沒有明顯增加阿片酊的止痛或止瀉作用。阿片酊去除諾斯卡品得到的酊劑稱為除臭阿片酊（DTO）。
阿片酊在美國屬第二級管制藥品，在英國屬甲級管制藥品，在中華民國則屬《毒品危害防制條例》規定的第一級毒品，亦為《管制藥品管理條例》規定的第一級管制藥品。阿片酊的治療適應症通常僅限於控制腹瀉、緩解疼痛及緩解海洛因或其他阿片類藥物的戒斷症狀。

## 歷史配方

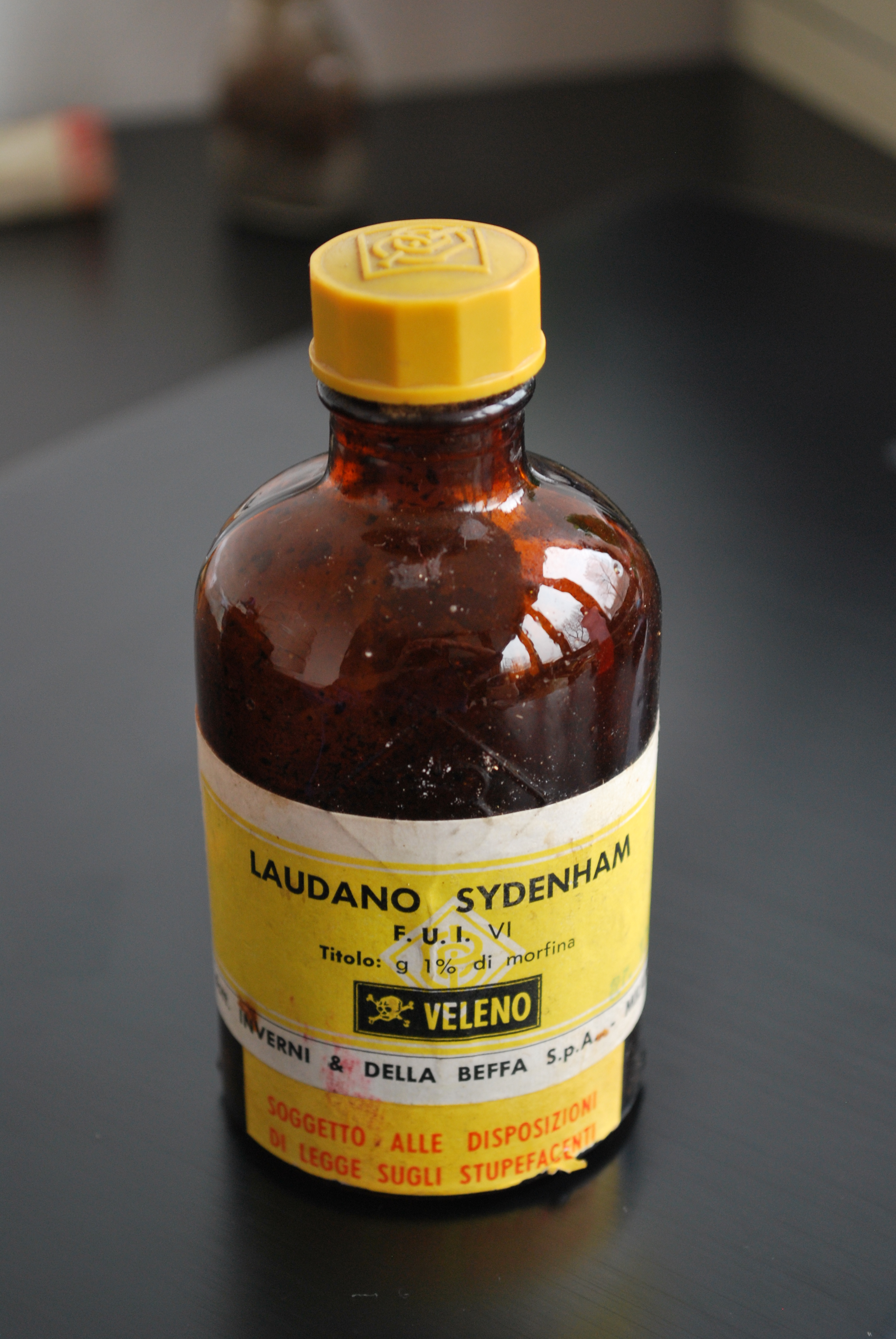
20世紀50年代義大利產西德納姆阿片酊

歷史上存在多种阿片酊的配方，種類包括帕拉塞爾蘇斯阿片酊、西德納姆阿片酊、安息香阿片酊和除臭阿片酊，其中除臭阿片酊為現今最常見的種類。阿片酊通常被添加額外活性成分（例如藏紅花精、糖和丁子香酚）以增強藥效，使之獲得鎮靜和止咳作用。
沒有一個單一的參考文獻列出自最初配製開始幾個世紀以來在不同國家配製和使用的阿片酊的所有配方。原因是除了藥物說明書中描述的官方配方的變化外，藥劑師和藥物製造商可以自由地改變這些配方。不同時期和不同種類的阿片酊的酒精含量可能差別很大，例如2000年左右的阿片酊藥瓶的標籤上標示酒精含量為48％，相比之下，現時的阿片酊僅含約18％的酒精。
下文列出19世紀末在美國被使用的四種阿片酊配方：
1. 取優質土耳其阿片1盎司（28克），切片，使用0.25美制品脫（0.12公升；0.21英制品脫）沸水沖泡，並將其轉移到研缽中研磨，直到阿片溶解，然後倒入藥瓶。取純度為70%的酒精0.5美制品脫（0.24公升；0.42英制品脫）倒入製劑中，搖勻，24小時後即可取用。根據患者的強壯程度和疼痛的嚴重程度取用，成人可取用10－30滴。30滴阿片酊的藥力等同於一顆阿片。這是一種比用烈酒浸泡阿片更為有效的方法，大部分阿片都可以被溶解[11]。
2. 西德納姆阿片酊（Sydenham's Laudanum）[12]：使用阿片2盎司（57克）、藏紅花1盎司（28克）、搗碎的肉桂和丁香每種60格令（3.9克）、雪利酒1美制品脫（0.47公升；0.83英制品脫），混合並浸漬15天。20滴阿片酊的藥力等同於一顆阿片。
3. 盧梭阿片酊（Rousseau's Laudanum）：將12盎司（340克）蜂蜜溶於3英磅（1.4）溫水中，保存在溫暖的地方。當發酵開始時，加入4盎司（110克）上等阿片，使混合物在86 °F（30 °C）的溫度下靜置一個月。然後過濾，將所得溶液蒸餾至10盎司（280克），再次滲濾，加入4.5盎司（130克）酒精。7滴阿片酊的藥力等同於一顆阿片。
4. 《美國藥典》阿片酊（Tincture of Opium, U.S.P.）：將1.5盎司（43克）阿片的粉末浸泡在1美制品脫（0.47公升；0.83英制品脫）水中3天，頻繁攪拌。再加入1美制品脫（0.47公升；0.83英制品脫）酒精，浸泡3天。過濾，並在過濾器中以2美制品脫（0.95公升；1.7英制品脫）稀釋的酒精替換等量酊劑[13]。

## 當前狀況

### 美国
阿片酊可在美國通過處方購買。根據《受管制物質法》，阿片酊被列為第二級管制藥品（編號9639）。
在美國，阿片酊由幾家製藥公司出售和分銷，每個公司使用一種獨特的配方生產。阿片酊每毫升含有10毫克的無水嗎啡（相當於100毫克阿片粉）、其他阿片生物鹼（諾斯卡品除外）以及19%乙醇，它有4盎司（118毫升）和16盎司（473毫升）的瓶裝規格。
阿片酊被認為是美國食品藥品監督管理局（FDA）管制藥物中的許多「未經批准的藥物」之一。阿片酊在當代被廣泛售賣，只是因為阿片酊早在1938年聯邦食品、藥品和化妝品法案通過之前就已經被銷售，不溯及既往原則使得阿片酊不需要接受FDA嚴格的藥物審查和批准程序。然而，FDA密切監測阿片酊的標籤。鑑於其藥效和藥物濫用的可能性，FDA要求瓶裝阿片酊貼有鮮紅色的「有毒」（POISON）標籤。

### 英国
阿片酊仍被收錄在英國藥典中，此種配方的阿片酊稱為《英國藥典》阿片酊（Tincture of Opium, B.P.），含有1%質量濃度的無水嗎啡。根據1971年《濫用藥物法》，阿片酊被歸類為甲級管制藥品。截至2011年，英國仍至少有一家製造商仍在生產阿片酊。大多數英國藥店也銷售Gee潤喉止咳糖漿，每5毫升止咳糖漿含0.083毫升阿片酊。

### 中華民國
依《中華藥典》所載之「阿片酊」，每100毫升阿片酊所含無水嗎啡應為0.9－1.0克，用量為一次量0.5－1毫升。根據毒品危害防制條例與管制藥品管理條例，阿片酊屬第一級毒品或第一級管制藥品。調劑本藥應依管制藥品專用處方箋為之。

## 藥理
阿片酊可用於止痛和止瀉。阿片酊使縱向肌肉長段肌緊張，抑制了圓形和縱向肌肉的推進性收縮。其藥理作用主要是其內含嗎啡所致。因為阿片酊中罌粟鹼和可待因的含量過少，所以不能產生明顯的中樞神經系統效應。
在當代，幾乎所有的阿片酊配方中都不含具有止咳作用的諾斯卡品，因為即使服用少量的諾斯卡品也會引起嚴重的噁心和嘔吐。由於阿片酊通常用於止瀉和止痛（而非止咳），因此人們通常使用去除諾斯卡品的阿片酊，又稱除臭阿片酊（DTO）。石油餾分通常被用於去除阿片酊中的諾斯卡品。
經口服給藥的阿片酊在胃腸道中被迅速吸收，並在肝臟中代謝，約1小時內達到嗎啡的血漿濃度峰值。在口服給藥後48小時內，阿片酊中近75％的嗎啡在尿液中排泄。

## 醫療用途

### 腹瀉
阿片酊適用於治療劇烈、頻繁且一般藥物（例如洛哌丁胺和阿托品）無效的腹瀉。通常的初始劑量是每天4杯含有0.3－0.6毫升（6－12滴）阿片酊的水或果汁。難治性病例（例如由愛滋病併發症引起的腹瀉）需要的劑量可能高於正常劑量，每3小時給藥1－2毫升，每日總劑量16毫升。在疾病晚期，阿片酊沒有上限劑量，劑量緩慢增加，直至腹瀉得到控制。

### 新生兒戒斷症候群
以1:25比例（1份阿片酊兑25份水）稀釋的阿片酊可用於治療新生兒戒斷症候群。推薦劑量為每3小時舌下給藥0.2毫升，每過3小時可增加劑量0.05毫升，直至觀察不到戒斷症狀。但在任何情況下都不應該每3小時給藥超過0.7毫升。在3－5週內阿片酊劑量逐漸遞減，此時新生兒應完全沒有戒斷症狀。

### 止痛
阿片酊之所以可用於治療中度至重度疼痛，是因為其中較高的嗎啡含量。而阿片酊中可待因的含量微不足道，因此其內含的可待因並起不到任何明顯的鎮痛作用。通常，成人的初始劑量為每3－4小時口服給藥1.5毫升，相當於每次服用15毫克（約1/4粒）嗎啡，可以根據需求增加劑量。
對於耐阿片類藥物的患者，其需要的劑量可能高於正常劑量，通常為每3－4小時服用3－6mL阿片酊，相當於每日服用180－480毫克嗎啡。
今天，嗎啡和可待因多以純品形式提供，其比阿片酊更容易配製且便宜得多。因此，當代醫學很少使用阿片酊來治療疼痛。此外，阿片酊的酒精濃度為17%－19％，對於禁酒的患者，可能與其醫療目的背道而馳。

### 給藥
當施用阿片酊時，建議極為謹慎。應使用口服注射器或校準滴管仔細測量。藥劑師開出的阿片酊的劑量單位至少應精確至毫升。如果開處方者認為應當進行靜脈滴注，請記住，在現代醫學中，每毫升為20滴。同時，阿片酊（Laudanum）和樟腦阿片酊（Paregoric）的區分很重要，在給藥時應牢記這一點。

## 危害

### 藥效
阿片酊是處方藥中藥力最強的嗎啡類口服製劑之一。鑑於阿片酊中嗎啡含量較高，故經常出現意外或故意的藥物過量。對於健康的、無阿片依賴的成年人，單次口服100－150毫克嗎啡（相當於10－15毫升阿片酊）可能會導致藥物過量，甚而導致死亡。服用阿片酊自殺在19世紀中葉並不罕見。謹慎的醫療觀認為應當在滴管瓶或預裝藥注射器中加入極為微量的阿片酊，以減少意外或故意過量的風險。

### 與樟腦阿片酊混淆的危險
在美國，每毫升阿片酊含有10毫克無水嗎啡。相比之下，樟腦阿片酊的藥力較弱，是阿片酊藥力的1/25，每毫升僅含0.4毫克嗎啡。如果應當服用樟腦阿片酊而誤使用了阿片酊，將會出現25倍的嗎啡過量。阿片酊的劑量幾乎總是以「滴」為單位，而樟腦阿片酊通常以茶匙為單位來給藥。因此，以茶匙為劑量單位的阿片酊的處方必定是錯誤的。在英語環境下，為了避免這種可能致命的錯誤，應當避免使用「Camphorated Tincture of Opium」來稱呼樟腦阿片酊，而應使用「Paregoric」代之，因為前者很容易被誤認為阿片酊（Tincture of Opium）。
2004年，美國食品藥品監督管理局（FDA）發布了一份《患者的安全》新聞公報，聲稱：「為了幫助解決阿片酊與樟腦阿片酊之間的混淆問題，FDA將與這兩種藥物的製造商合作，在藥瓶標籤和說明書上予以澄清。」2005年，阿片酊的標籤開始在「阿片酊」字樣的下方以大文字加註「10毫克/毫升」。FDA還提醒藥劑師和其他醫療從業者注意混淆藥物的危險，並建議不要將阿片酊作為一般物品存放（即不應該「放在貨架上」），並且阿片酊應當在口服注射器中配藥，如果配藥過程中出現異常大劑量的阿片酊，配藥軟件將會提醒。
儘管美國食品藥品監督管理局在過去幾年中做出大量努力，但目前這種混淆現象仍然存在，有時會產生致命的後果。

### 對縮寫「DTO」的誤解
在英語環境下，「DTO」傳統上是除臭阿片酊（Deodorized Tincture of Opium）的縮寫。但「DTO」有時也被錯誤地用於簡寫「稀釋的阿片酊」（Diluted Tincture of Opium），即樟腦阿片酊。樟腦阿片酊是一種以1:25比例稀釋的阿片酊與水的混合物，用於治療在懷孕期間使用阿片類藥物的母親之新生兒的戒斷症狀。鑑於這種混淆的可能性，《美國藥典》和美國食品藥品監督管理局建議醫療從業者不要在處方中使用縮寫「DTO」。如果藥劑師誤解了「DTO」的意義，並且在需要施用樟腦阿片酊時給予除臭阿片酊，嬰兒將會出現25倍的嗎啡過量，有時會導致死亡。

### 副作用
阿片酊的副作用與嗎啡相同，包括欣快感、煩躁、瘙癢、鎮靜、便秘、潮氣量減少、呼吸抑制、心理依賴、生理依賴、瞳孔縮小和口腔乾燥，過量可導致嚴重的呼吸抑制或呼吸衰竭和死亡。阿片酊中的乙醇組分也可在較高劑量下引起不良反應，副作用與酒精中毒相同。由於可能存在藥物耐受性和成癮性，因此不鼓勵在非晚期疾病中長期使用阿片酊。長期使用也可導致肝功能異常，尤其是血清中丙氨酸氨基轉移酶和天冬氨酸氨基轉移酶水平增高。

### 藥物過量
阿片酊过量服用可威脅生命，是其中高含量嗎啡所致。嗎啡對呼吸系統產生劑量依賴性的抑制作用，可導致嚴重的呼吸抑制、缺氧、昏迷，甚而導致呼吸衰竭和死亡。如果懷疑過量使用阿片酊，則需要快速的專業干預。其當務之急是如果患者無法自行呼吸，則需要重建氣道，使之通氣。可使用抗高血壓藥和純氧來治療心肺衰竭。
靜脈注射納洛酮、納美芬或洛哌丁胺，是由過量使用阿片酊引起的呼吸抑制的一線治療方法。在某些情況下，胃灌洗可能對治療有幫助。